# Sulz (Lucerna)
Sulz foi uma comuna da Suíça, no Cantão Lucerna, com cerca de 184 habitantes. Estendia-se por uma área de 3,84 km², de densidade populacional de 48 hab/km². Confinava com as seguintes comunas: Beinwil (AG), Gelfingen, Hämikon, Hitzkirch, Lieli, Müswangen.
A língua oficial nesta comuna era o Alemão.

## História
Em 1 de janeiro de 2009, passou a formar parte da comuna de Hitzkirch.